# علي المرهج
علي عبد الهادي المرهج (1970) هو كاتب وأكاديمي عراقي، مختص بالفلسفة، ويشغل منصب أستاذ ورئيس قسم الفلسفة في الجامعة المستنصرية.

## النشأة والتعليم
وُلِد علي عبد الهادي المرهج في قلعة سكر بمحافظة ذي قار عام 1970. حصل على شهادة بكالوريوس في الفلسفة من جامعة بغداد، ثم نال شهادة ماجستير في الفلسفة المعاصرة من جامعة بغداد عام 1997، ودكتوراه في الفلسفة الإسلامية والفكر العربي من كلية الآداب جامعة الكوفة عام 2001.

## مؤلفاته
ألّف علي المرهج عددًا من الكتب الفكرية والفلسفية التي تُعنى بقضايا الإصلاح، والهوية، والفلسفة البراجماتية، من أبرزها:
1. الإصلاح والنهضة: دراسات في إمكانات الإصلاح ومعوقاته في الواقع العراقي.
2. الفلسفة البراجماتية ولحظة تشكل الخطاب البراجماتي: دراسة تحليلية في فلسفة تشارلس ساندرس بيرس.
3. الفلسفة والتجديد: التحيز الأيديولوجي، العلمانية، تشظي الهوية.
4. علي الوردي: قراءة نقدية في آرائه المنهجية.